# Distrito electoral federal 4 de Querétaro
El Distrito electoral federal 4 de Querétaro es uno de los 300 distritos electorales en los que se encuentra dividido el territorio de México para la elección de diputados federales y uno de los cinco en los que se divide el estado de Querétaro. Su cabecera es la ciudad de Santiago de Querétaro.
El distrito 4 del estado de Querétaro se encuentra ubicado en el territorio noroeste del estado, desde el proceso de distritación de 2017 llevado a cabo por el Instituto Nacional Electoral está formado por el territorio centro y sur del municipio de Querétaro.

## Diputados por el distrito
- LVII Legislatura
  - (1997 - 2000): Felipe Urbiola Ledesma
- LVIII Legislatura
  - (2000 - 2003): José Ramón Soto Reséndiz
- LIX Legislatura
  - (2003 - 2006): Miguel Sierra Zúñiga
- LX Legislatura
  - (2006 - 2008): Alejandro Delgado Oscoy
- LXI Legislatura
  - (2009 - 2012): Reginaldo Rivera de la Torre
- LXII Legislatura
  - (2012 - 2015): José Guadalupe García Ramírez
- LXIII Legislatura
  - (2009 - 2012): J. Apolinar Casillas Gutiérrez
- LXIV Legislatura
  - (2018 - 2021): Felipe Fernando Macías Olvera